# Triaspis stilpnogaster
Triaspis stilpnogaster är en stekelart som beskrevs av Martin 1956. Triaspis stilpnogaster ingår i släktet Triaspis och familjen bracksteklar. Inga underarter finns listade i Catalogue of Life.